# Áp thấp nhiệt đới tháng 11 năm 2016 tại Việt Nam
Vào tháng 11 năm 2016, một áp thấp nhiệt đới đã gây ra lũ lụt nặng nề trên khắp miền trung và miền nam Việt Nam. Hình thành từ một hệ thống áp suất thấp vào ngày 3 tháng 11, Cơ quan Khí tượng Nhật Bản (JMA) bắt đầu theo dõi nó như một áp thấp nhiệt đới. Với điều kiện thuận lợi và sự gia tăng của tổ chức, JMA dự đoán rằng nó có khả năng trở thành một cơn bão nhiệt đới trong khi Trung tâm Cảnh báo Bão Liên hợp (JTWC) đồng thời đưa ra Cảnh báo về Bão nhiệt đới vào ngày 4 tháng 11. Do vị trí gần đất liền và lưu thông di chuyển khỏi vùng đối lưu sâu, cả JMA và JTWC đã hủy bỏ các cảnh báo của họ khi nó đổ bộ vào miền Nam Việt Nam. Hệ thống tiếp tục di chuyển về phía tây trên đất liền và JMA đã ngừng theo dõi trên hệ thống vào ngày 6 tháng 11.
Mặc dù hệ thống không đạt được cường độ bão nhiệt đới, hệ thống này đã giúp làm giảm bớt ảnh hưởng từ trận lụt xảy ra vào giữa tháng 10. Các báo cáo sau cơn bão đã tuyên bố rằng tổng cộng 15 người đã chết trong khi 6 người vẫn đang mất tích. Những vùng đất rộng lớn bị ngập nước và nhiều ngôi nhà bị hư hại. Thiệt hại từ hệ thống ước tính đạt ₫ 1,073 nghìn tỷ (48,1 đô la triệu USD). Một số người nói rằng Việt Nam đã có trận lụt tồi tệ nhất kể từ năm 2011 

## Lịch sử khí tượng
Vào ngày 3 tháng 11, JMA bắt đầu theo dõi áp thấp nhiệt đới với sức gió 55 km/h (35 mph) vừa mới hình thành như một vùng áp thấp ngoài khơi Malaysia. Đến ngày 4 tháng 11, JTWC bắt đầu theo dõi sự xáo trộn, vì nó nằm ở khoảng 343 km (185 nmi) phía đông Thành phố Hồ Chí Minh, vì hệ thống này có một trung tâm củng cố nhanh chóng với sự đối lưu bùng cháy. Vào thời điểm đó, áp thấp nằm ở khu vực có sức gió từ thấp đến trung bình, nhiệt độ mặt nước biển rất ấm và khả năng phân kỳ tốt.
Cuối ngày hôm đó, JMA đã phân tích rằng áp thấp nhiệt đới đã đạt đến cường độ tối đa với áp suất khí quyển tối thiểu là 1004 hPa (29,65 inHg). Ngay trước ngày 5 tháng 11, JTWC đã đưa ra Cảnh báo hình thành Bão nhiệt đới (TCFA), trong khi nằm trên đỉnh nước ấm với nhiệt độ khoảng 29 °C (84.2 °F). Tuy nhiên, ngày hôm sau, JTWC đã hủy bỏ cảnh báo của họ, vì hệ thống đang suy yếu và gần đất liền, trong khi việc cắt gió ngày càng không ủng hộ sự phát triển. Sự suy thoái đã đổ bộ vào Bình Thuận và Bà Rịa-Vũng Tàu ở miền Nam Việt Nam và tiếp tục di chuyển về phía tây. JMA đã ngừng giám sát hệ thống trên đất liền vào đầu ngày 6 tháng 11.

## Đổ bộ

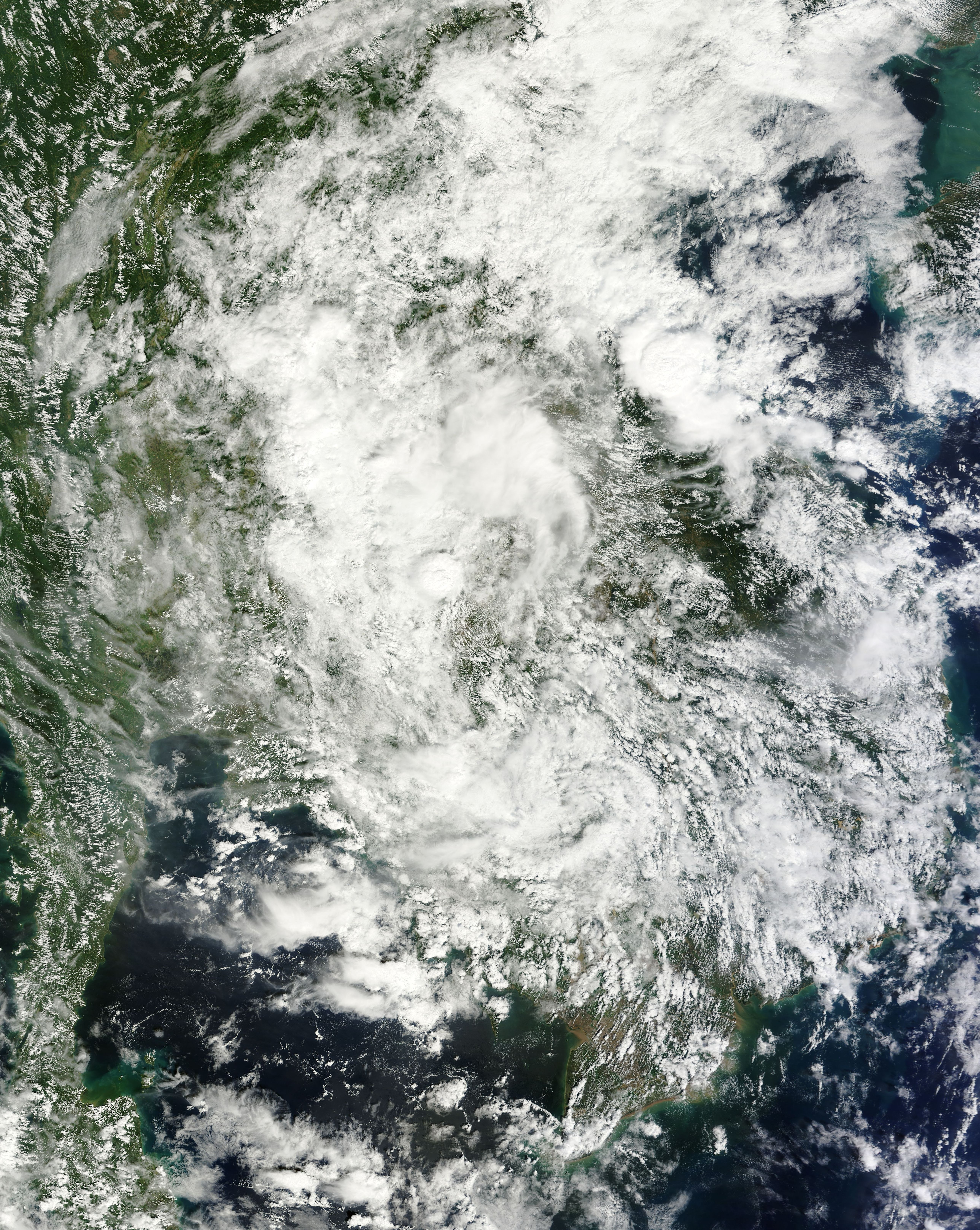
Hình ảnh vệ tinh của Đông Nam Á lục địa và tàn dư của áp thấp nhiệt đới vào ngày 7 tháng 11

Lũ lụt, leo thang do áp thấp, bắt đầu xảy ra vào đầu tháng 10 khi tàn dư của Bão nhiệt đới Aere và Bão Sarika ảnh hưởng đến hầu hết Việt Nam. Trong ngày 15 tháng 10, đã có báo cáo rằng áp thấp gây ra mưa lớn với sự tích lũy khoảng 300 mm (1–3 ft) được ghi nhận ở các tỉnh ven biển với chín thương vong. Khoảng 27.000 ngôi nhà đã bị ngập trong khu vực. Tính đến ngày 16 tháng 10,11 người đã thiệt mạng, trong đó bảy người đến từ tỉnh Quảng Bình.
Gần như ngay lập tức sau khi hình thành, áp thấp, kết hợp với gió mùa Đông Bắc, đã gây thêm lũ lụt cho phần lớn quốc gia. Nó đã được tuyên bố rằng lũ lụt tại thời điểm đó là do hệ thống và không khí lạnh kết hợp. Tổng cộng có 42.100 ngôi nhà bị phá hủy  trong khi 40.000 ngôi nhà khác ở 12 tỉnh bị ngập. Hơn nữa, 12.000 ha cây trồng bị thiệt hại; 40.000 gia súc và gia cầm bị chết đuối. Vào ngày 3 tháng 11, hai người mất tích trong khi bảy người bị thương ở Quảng Bình. Chỉ riêng các tỉnh Hà Tĩnh, Quảng Bình và Quảng Trị đã có tổng cộng 20.000 ngôi nhà chìm dưới nước. Do đó, khoảng 485 gia đình đã được sơ tán ở những vùng trũng thấp. Hơn nữa, các quan chức tại sáu đập thủy điện ở những khu vực đó bắt đầu xả nước để tránh vi phạm đập. Được biết, tỉnh Phú Yên đã có những thiệt hại nhất của ₫ 337 tỷ (US $ 15.1 triệu). Lũ lụt, vào thời điểm đó, đã cuốn trôi 250.000 mét khối đất trên đường, đồng thời làm hư hại 15 cây cầu. Thiệt hại đường bộ được báo cáo là 498 tỷ đô la (22,3 triệu đô la Mỹ). Tỉnh Phú Yên cũng đã kêu gọi viện trợ khẩn cấp 1.000 tấn gạo và hơn 1 tấn thuốc và vật tư y tế.
Sau một tuần, tỉnh Khánh Hòa đã yêu cầu các quan chức chính phủ cung cấp 226 tỷ đô la (10,1 triệu đô la Mỹ) trong quỹ thu hồi trong khi tỉnh Phú Yên đã yêu cầu 105 tỷ đô la (4,71 triệu đô la Mỹ) để sửa chữa đường bộ. Tính đến ngày 9 tháng 11, tổng cộng 15 người đã thiệt mạng vì trận lụt kể từ đầu tháng 11  với tổng thiệt hại lên tới 1,073 nghìn tỷ đô la (48,1 triệu đô la Mỹ). Tổng cộng, 50 người đã chết vì áp thấp và lũ lụt trước đó vào giữa tháng 10.